# Голдтуэйт (Техас)
Голдтуэйт (англ. Goldthwaite) — город в США, расположенный в центральной части штата Техас, административный центр округа Милс. По данным переписи за 2010 год число жителей составляло 1878 человек, по оценке Бюро переписи США в 2017 году в городе проживал 1861 человек.

## История

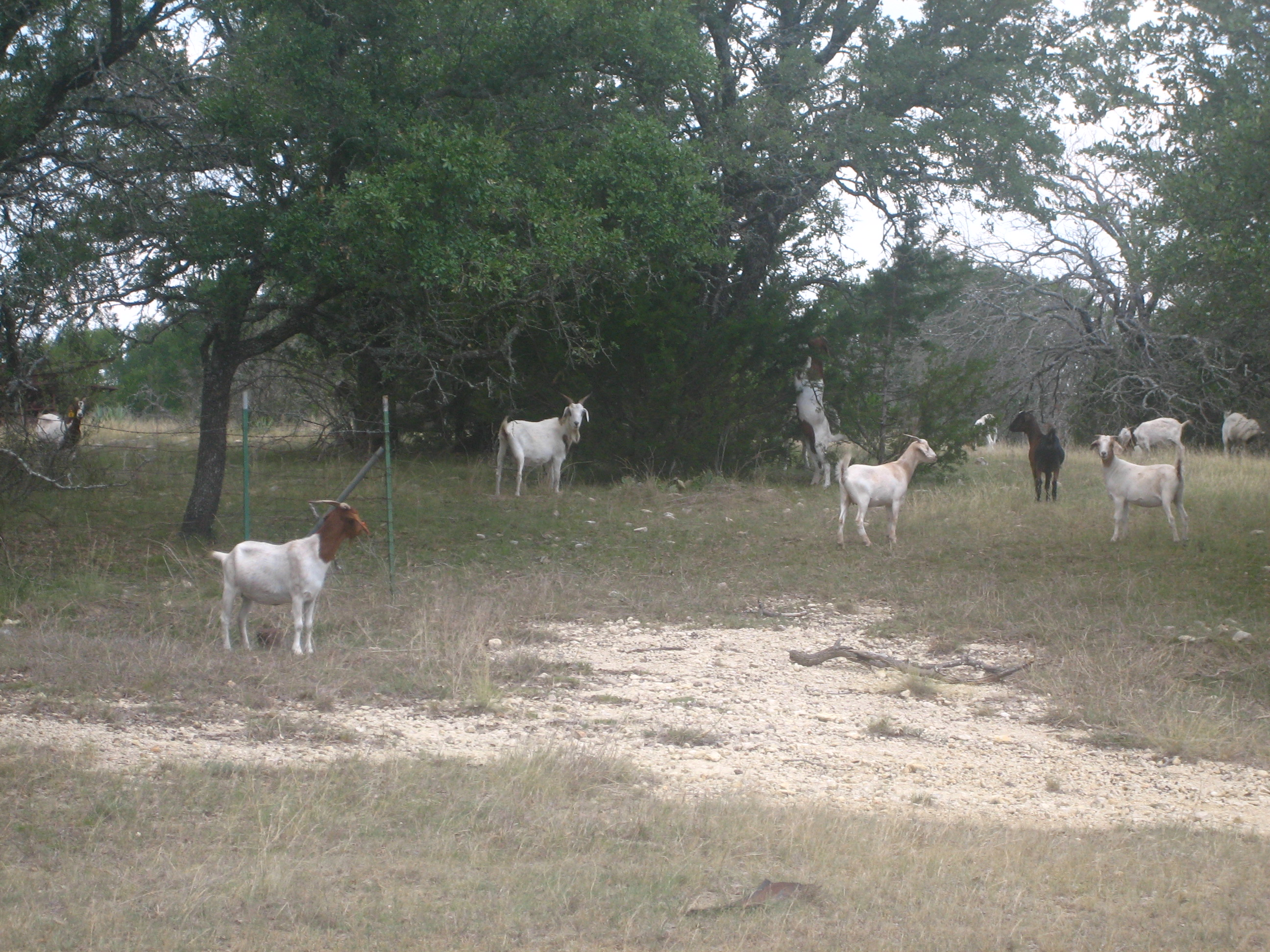
Стадо козлов, пасущихся к востоку от Голдтуэйта

Город был основан в 1885 году на юге округа Браун при строительстве железной дороги Gulf, Colorado and Santa Fe Railway. Город был назван в честь представителя железной дороги Джо Голдтуэйта, занимавшегося продажей земли города. В 1886 году в городе открылось почтовое отделение, а год спустя был организован округ Милс. Ряд землевладельцев города жертвовали землю в обмен на обещание проголосовать за назначение Голдтуэйта административным центром, и город получил это звание. В 1888 году была построена тюрьма, в 1890 году было построено здание суда.
Изначально владельцы железной дороги планировали сделать развилку, были построены ремонтное депо, поворотный круг. Однако проблемы с рабочей силой в городе вынудили начальство дороги перенести всю инфраструктуру в Браунвуд. К 1898 году в городе работали три церкви, банк, ряд гостиниц, две хлопкоочистительные машины, две мельницы, частная и общественная школы, множество магазинов, а также два еженедельных издания: Eagle и Mountaineer. В 1905 году в Голдтуэйте состоялось воссоединение конфедератов, самое крупное народное собрание в округе Милс. В 1915 году была открыта первая общественная библиотека. В 1988 году основными источниками дохода являлись производство шерсти, мохера, разведение крупного рогатого скота, овец, выращивание пеканов, зерновых культур и производство сельскохозяйственной техники.

## География
Голдтуэйт находится в центральной части округа, его координаты: 32°09′07″ с. ш. 94°20′14″ з. д..
Согласно данным бюро переписи США, площадь города составляет около 4,5 км2, практически полностью занятых сушей.

### Климат
Согласно классификации климатов Кёппена, в Голдтуэйте преобладает влажный субтропический климат (Cfa).
| Показатель                    | Янв.  | Фев.  | Март  | Апр. | Май  | Июнь | Июль | Авг. | Сен. | Окт. | Нояб. | Дек.  | Год   |
| ----------------------------- | ----- | ----- | ----- | ---- | ---- | ---- | ---- | ---- | ---- | ---- | ----- | ----- | ----- |
| Абсолютный максимум, °C       | 31,1  | 36,7  | 36,7  | 37,2 | 39,4 | 41,7 | 42,2 | 43,3 | 42,2 | 36,1 | 32,2  | 29,4  | 43,3  |
| Средний суточный максимум, °C | 14,9  | 17    | 21,3  | 25,8 | 28,8 | 32,1 | 34,3 | 34,3 | 30,9 | 26   | 20,2  | 15,6  | 25,1  |
| Средняя температура, °C       | 8,2   | 10,3  | 14,6  | 19,1 | 22,8 | 26,1 | 28   | 27,9 | 24,7 | 19,6 | 13,8  | 9,2   | 18,7  |
| Средний суточный минимум, °C  | 0,6   | 3     | 6,8   | 12   | 16,6 | 20,2 | 21,6 | 21,7 | 18,5 | 12,9 | 6,8   | 1,7   | 11,9  |
| Абсолютный минимум, °C        | −15,6 | −17,8 | −13,3 | −2,2 | 4,4  | 10   | 13,9 | 11,7 | 4,4  | −3,3 | −11,1 | −21,7 | −21,7 |
| Норма осадков, мм             | 40    | 47    | 49    | 69   | 100  | 85   | 42   | 52   | 74   | 76   | 49    | 41    | 725   |
| Источник: weatherbase.com     |       |       |       |      |      |      |      |      |      |      |       |       |       |

## Население
Согласно переписи населения 2010 года в городе проживало 1878 человек, было 733 домохозяйства и 495 семей. Расовый состав города: 85,6 % — белые, 0,2 % — афроамериканцы, 0,5 % — 
коренные жители США, 0,3 % — азиаты, 0 % — жители Гавайев или Океании, 11,3 % — другие расы, 2,2 % — две и более расы. Число испаноязычных жителей любых рас составило 24,6 %.
Из 733 домохозяйств, в 35,5 % живут дети младше 18 лет. 49,9 % домохозяйств представляли собой совместно проживающие супружеские пары (21,4 % с детьми младше 18 лет), в 13,1 % домохозяйств женщины проживали без мужей, в 4,5 % 
домохозяйств мужчины проживали без жён, 32,5 % домохозяйств не являлись семьями. В 30,6 % домохозяйств проживал только один человек, 18,8 % составляли одинокие пожилые люди (старше 65 лет). Средний размер домохозяйства составлял 2,44 человека. Средний размер семьи — 3,02 человека.
Население города по возрастному диапазону распределилось следующим образом: 28,3 % — жители младше 20 лет, 18,7 % находятся в возрасте от 20 до 39, 29,9 % — от 40 до 64, 23,1 % — 65 лет и старше. Средний возраст составляет 42,4 года.
Согласно данным опросов пяти лет с 2012 по 2016 годы, медианный доход домохозяйства в Голдтуэйте составляет 44 485 долларов США в год, медианный доход семьи — 52 313 долларов. Доход на душу населения в городе составляет 19 497 долларов. Около 12 % семей и 16,3 % населения находятся за чертой бедности. В том числе 14,3 % в возрасте до 18 лет и 14,2 % старше 65 лет.

## Местное управление
Управление городом осуществляется мэром и городским советом, состоящим из пяти человек. Городской совет выбирает из своего состава заместителя мэра.
Другими важными должностями, на которые происходит наём сотрудников, являются:
- Сити-менеджер
- Городской секретарь
- Городской клерк

## Инфраструктура и транспорт
Основными автомагистралями, проходящими через Голдтуэйт, являются:
- автомагистраль 84 США идёт с северо-запада от Браунвуда на восток к Гейтсвиллу.
- автомагистраль 183 США идёт с северо-востока от Браунвуда, на юго-восток к Лампасасу.
- автомагистраль 16 Техаса идёт с севера от Команче на юго-запад к Сан-Сабе.

В городе располагается муниципальный аэропорт Голдтуэйт. Аэропорт располагает одной взлётно-посадочной полосой длиной 975 метров. Ближайшим аэропортом, выполняющим коммерческие рейсы, является региональный аэропорт Киллин — Форт-Худ. Аэропорт находится примерно в 105 километрах к юго-востоку от Голдтуэйта.

## Образование
Город обслуживается консолидированным независимым школьным округом Голдтуэйт.